# ماريو هندرسون
ماريو هندرسون (بالإنجليزية: Mario Henderson)‏ هو لاعب كرة قدم أمريكية أمريكي، ولد في 29 أكتوبر 1984 في فورت مايرز في الولايات المتحدة.

## وصلات خارجية
- ماريو هندرسون على موقع مرجع كرة القدم المحترفة.كوم (الإنجليزية)